# Жінка-кішка (фільм)
«Жінка-кішка» (англ. Catwoman) — американський супергеройський фільм 2004 року, заснований на персонажі коміксів DC Жінка-кішка. Режисер Пітоф, сценарій — Джон Роджерс, Джон Бранкато та Майкл Ферріс за оповіданням Терези Ребек, Бранкато і Ферріса. У фільмі зіграла Геллі Беррі в ролі Жінки-кішки, а також Бенджамін Бретт, Ламберт Вілсон, Френсіс Конрой, Алекс Борштейн і Шерон Стоун у ролях другого плану. Сюжет фільму зосереджується на Пейшенс Філліпс, лагідному дизайнері, яка виявляє змову в косметичній компанії, в якій вона працює, що виготовляє небезпечний продукт, який може спричинити масові проблеми зі здоров'ям. Після того, як її виявили та вбили змовники, її відроджують єгипетські кішки, які надають їй надлюдські здібності, що нагадують кішку, дозволяючи їй стати супергероїнею Жінкою-кішкою, яка бореться зі злочинністю, а також розпочати стосунки з детективом, який її переслідує.

## Сюжет
Художниця Пейшенс Філліпс — лагідна догодниця людям, головною опорою якої є її найкраща подруга Саллі. Вона працює на косметичну компанію Hedare Beauty, яка готова випустити новий крем для шкіри під назвою Beau-line, який здатний усунути наслідки старіння. Однак, коли Пейшенс відвідує науково-дослідну лабораторію, щоб представити перероблений дизайн реклами, вона підслуховує дискусію між науковцем доктором Іваном Славицьким та Лорел Хедар, дружиною власника компанії Джорджа Хедара, про небезпечні побічні ефекти від постійного використання продукту. Пейшенс намагається втекти, використовуючи трубопровід, але слуги закривають її і викидають, намагаючись втопити. Викинуту на берег Пейшенс таємничим чином оживляє єгипетський кіт Мау на ім'я Міднайт, який раніше з'явився в її квартирі. З цього моменту вона розвиває котячі атрибути.
Від ексцентричної дослідниці Офелії Паверс, власника Midnight, Пейшенс дізнається, що єгипетські кішки мау служать посланцями богині Баст. Пейшенс усвідомлює, що тепер вона «жінка-кішка», відроджена зі здібностями, які є і благословенням, і прокляттям. Переодягнувшись під таємничого охоронця на ім'я Жінка-кішка, щоб приховати свою особу, Пейшенс під покровом темряви шукає відповіді на те, хто її вбив і чому. Зрештою її пошуки (які включають пошук тіла Славицького, а потім звинувачення у його вбивстві) приводять її до Лорел. Вона просить Лорел стежити за Джорджем, на що Лорел погоджується. Однак, коли Пейшенс протистоїть Джорджу як Жінка-кішка, вона виявляє, що той нічого не знає про побічні ефекти. Прибуває поліція на чолі з любовником Пейшенс детективом Томом Лоуном, і Жінка-кішка втікає. Пізніше Лорел вбиває Джорджа за його невірність і зізнається, що це вона вбила доктора Славицького, тому що хотів скасувати випуск продукту. Вона зв'язується з Жінкою-кішкою і підставляє її за вбивство. Потім Том бере під варту Жінку-кішку. Лорел планує випустити Beau-line для публіки наступного дня.
Пейшенс вислизає зі своєї камери і протистоїть Лорел в її офісі, рятуючи Тома, який прийшов допитати Лорел після того, як подумав про провину Пейшенс у процесі та виявив, що Лорел винна за її смерть. Лорел розкриває побічні ефекти продукту: припинення його використання призводить до розпаду шкіри, а продовження використання робить шкіру твердою, як мармур. Під час бійки жінка-кішка кілька разів дряпає обличчя Лорел, в результаті чого Лорел випала з вікна і схопилася за трубу. Лорел бачить своє обличчя у відображенні вікна, і в жаху від швидкого розпаду її шкіри (внаслідок подряпин і власного використання Beau-line протягом багатьох років). Їй не вдається схопити витягнуту руку Пейшенс, і вона падає на смерть. Хоча з Пейшенс зняті будь-які звинувачення щодо смерті доктора Славицького та Хедарів, вона вирішує покласти край стосункам з Томом, продовжувати жити поза законом і насолоджуватися новознайденою свободою як таємнича Жінка-кішка.

## Актори
- Геллі Беррі — Пейшенс Філліпс / Жінка-кішка
- Бенджамін Бретт — детектив Том Лоун
- Шерон Стоун — Лорел Хедар
- Ламберт Вілсон — Джордж Хедар
- Френсіс Конрой — Офелія Паверс
- Алекс Борштейн — Саллі
- Майкл Массі —Армандо
- Байрон Манн —Уеслі
- Алекс Купер — Глорія Охеда
- Кім Сміт — Дрін
- Пітер Вінґфілд — доктор Іван Славицький
- Беренд Маккензі — Ленс

## Виробництво

### Костюм
Комбінезон був розроблений лауреатом премії Оскар художником по костюмах Ангусом Страті разом з Беррі, режисером Пітофом і продюсерами Ді Нові та МакДоннеллом. Страті пояснила: «Ми хотіли, щоб гардероб був заснований на реальності, щоб показати прогрес від стриманого, пригніченого Терпіння до чуттєвого пробудження сексуальної богині-воїни».

### Хореографія та навчання
Беррі почав інтенсивні фітнес-тренування з Харлі Пастернак у червні 2003 року Хореограф Енн Флетчер навчила Беррі рухам, схожим на котів, і бразильському бойовому мистецтву капоейра. Тренер Алекс Грін навчив Беррі ламати батіг.

### Зйомки
Основні зйомки почалися наприкінці вересня 2003 року. Зйомки проходили на 4-й вулиці в центрі Лос-Анджелеса, штат Каліфорнія, у Вінніпезі, Манітоба, на кіностудії Lionsgate Film Studios у Ванкувері, Британська Колумбія та в Warner Bros. Burbank Studios, 4000 Warner Boulevard, Бербанк, Каліфорнія. Більшість котів у фільмі потрапили з притулків для тварин по всій Каліфорнії. Зйомки закінчилися 20 лютого 2004 року.

## Реліз

### Театральний
Спочатку фільм був випущений у форматі IMAX, що збігалося з загальним релізом, про що свідчить плакат із слоганами «CATCH Her in IMAX», але Warner Bros. оголосила про його скасування 30 червня 2004 року, оскільки затримки з візуальними ефектами не відбулися. дайте IMAX достатньо часу для ремастерингу фільму до його виходу.

### Домашні медіа
Фільм був випущений на VHS та DVD 18 січня 2005 року та на Blu-ray 8 вересня 2009 року.

### Відзнаки
| Нагорода                         | Дата церемонії      | Категорія                             | Тема                                          | Результат |
| -------------------------------- | ------------------- | ------------------------------------- | --------------------------------------------- | --------- |
| Премія «Золота малина».          | 26 лютого 2005 року | Найгірша картина                      | Warner Bros.                                  | Перемога  |
| Премія «Золота малина».          | 26 лютого 2005 року | Найгірша актриса                      | Холлі Беррі                                   | Перемога  |
| Премія «Золота малина».          | 26 лютого 2005 року | Найгірший актор другого плану         | Ламберт Вілсон                                | Номінація |
| Премія «Золота малина».          | 26 лютого 2005 року | Найгірша актриса другого плану        | Шерон Стоун                                   | Номінація |
| Премія «Золота малина».          | 26 лютого 2005 року | Найгірша екранна пара                 | Холлі Беррі і Бенджамін Бретт або Шерон Стоун | Номінація |
| Премія «Золота малина».          | 26 лютого 2005 року | Найгірший режисер                     | Пітоф                                         | Перемога  |
| Премія «Золота малина».          | 26 лютого 2005 року | Найгірший сценарій                    | Джон Бранкато і Майкл Ферріс, Джон Роджерс    | Перемога  |
| Премія Stinkers Bad Movie Awards | 2005 рік            | Найгірша картина                      | Warner Bros.                                  | Перемога  |
| Премія Stinkers Bad Movie Awards | 2005 рік            | Найменше «спеціальних» спецефектів    | Warner Bros.                                  | Перемога  |
| Премія Stinkers Bad Movie Awards | 2005 рік            | Найбільш настирлива музична партитура | Warner Bros.                                  | Номінація |
| Премія Stinkers Bad Movie Awards | 2005 рік            | Найгірший сценарій                    | Warner Bros.                                  | Номінація |
| Премія Stinkers Bad Movie Awards | 2005 рік            | Найгірший режисер                     | Пітоф                                         | Перемога  |
| Премія Stinkers Bad Movie Awards | 2005 рік            | Найгірша актриса                      | Холлі Беррі                                   | Перемога  |
| Премія Stinkers Bad Movie Awards | 2005 рік            | Найгірша актриса другого плану        | Шерон Стоун                                   | Перемога  |